# János apokrifonja
János apokrifonja, János apokrifje, János titkos könyve, vagy János titkos evangéliuma címen egy újszövetségi apokrif iratot tartanak számon.
A mű két változatban maradt fenn a kopt nyelv szahidi dialektusában lejegyezve. A hosszabb és a rövidebb változat mellett ismert volt Szent Iréneusz recenziója is a szövegről 150 körülről. A 20. század közepén felfedezett Nag Hammádi-i lelet között is megtalálták töredékeit.
A gnosztikus szemléletű evangélium közli a feltámadt Jézus kinyilatkoztatásait az Olajfák hegyén. Megnevez több – az Újszövetségből nem ismert – rendkívüli eseményt a feltámadás után. Ilyen például Zebedeus fiának a története: Zebedeus fia felmegy a templomba, ahol találkozik egy Arimaniosz nevű farizeussal, és vitatkozni kezd vele. Arimaniosz csalónak tartja Jézust, amire megnyílik az ég, és alakját többször változató lény különféle csodálatos tanításokat közöl. Elmondja, hogy a láthatatlan lélek készteti gondolkodásra az Egyszülöttről. Az Egyszülöttet Krisztusnak, Autogenésznek, Nousznak, Akaratnak, és Logosznak (Igének) nevezi, és aki szerinte az eonból alászállt lény. Az Isten után következő lény a mű szerint a Barbelo nevet viseli, és ő a látható lények feje. Barbelo formálja a női eonokat, kik ezután szembesülnek az Elsőszülöttel, azaz a láthatlan lélekkel. A mű szól a pszichikus és a földi Ádám eredetéről, illetve az élet és a gnószisz fájáról. Igen sok utalást tartalmaz az Ó- és az Újszövetségre.
Grant szerint a művet Antiochiai Saturnius írta Szíriában. A könyvet feltehetően az egyiptomi Sethiánus gnosztikus szekta használta.